# 北村瞬太郎
北村 瞬太郎（きたむら しゅんたろう、2002年3月8日 - ）は、ジャパンラグビーリーグワン静岡ブルーレヴズに所属するラグビー選手。

## プロフィール
- 神奈川県出身[1]。
- ポジションはスクラムハーフ(SH)。
- 身長 168 cm、体重 70 kg
- 日本代表キャップは1。（2025年7月7日現在）

## 略歴
小学2年生からラグビーを始めた。
2020年、國學院栃木高校卒業後、立命館大学に入る。なお國學院栃木高校時代、主将を務めた。
2024年、アーリーエントリーで静岡ブルーレヴズに加入。同年12月21日に行われたJAPAN RUGBY LEAGUE ONE第1節カンファレンスA神戸スティーラーズ戦にて途中出場でリーグワン公式戦初出場を果たした。
2025年7月5日に行われたリポビタンDチャレンジカップ2025ウェールズ戦にて途中出場で日本代表初キャップ獲得。

## 受賞歴
- 2024-25リーグワン新人賞